# Асдрени, Александер
Александер Асдре́ни (настоящие имя и фамилия — Александр Ставре Дренова, алб. Aleksandër Stavre Drenova; 11 апреля 1872, с. Дренова, близ города Корча, Османская империя — 11 декабря 1947, Бухарест, Королевство Румыния) — албанский поэт и публицист болгаро-македонского происхождения. Автор слов национального гимна Албании — Hymni i Flamurit.

## Биография
Александр Ставре Дренова (Дренов) родился на территории современной Албании, в селе Дренова, о котором немецкий лингвист Густав Вейганд сообщал следующее: 
Болгарские сёла к югу от Корчи (Корицы) — Дреново и Бобошица — образуют языковой остров, коий не имеет связи с основным болгарским языковым массивом. Эти сёла суть последние останки болгарской языковой области, простиравшейся некогда на запад вплоть до Адриатического моря, о чём ныне напоминают многие болгарские имена на  местности в районе Томорицы и Опара, между Бератом (коий звался некогда Белградом) и Корчей
Этническим болгаро-македонцем был и Александр Ставре Дренова. В 13-летнем возрасте, оставшись сиротой, он переехал в 1885 году из родного села в Бухарест, где уже обосновались его старшие братья. В Румынии он албанизировал свою фамилию и стал Александером Асдрени.
Высшее образование Асдрени получил в Румынии. В студенческие годы принимал активное участие в деятельности албанской писательской среды и албанских националистических эмигрантских обществ, боровшихся за освобождение Албании от ига Османской империи. 
Летом 1899 года Асдрени ненадолго вернулся в Корчу через Стамбул, чтобы вновь посетить место своего рождения, став взрослым. Проведя 5 месяцев в домашней обстановке, он вернулся в Бухарест. 
В 1905 году Асдрени преподавал в албанском училище города Констанцы, в 1906 году стал председателем бухарестского филиала общества «Дия».
После провозглашения независимости Албании в ноябре 1912 года Асдрени ненадолго вернулся на родину, в город Драч, где предложил князю Вильгельму Виду услуги архивиста. Не получив назначения, он ненадолго перебрался в Шкодер, а в июле 1914 года снова уехал в Румынию. С марта 1922 года служил секретарём в албанском консульстве в Бухаресте. Продолжал участвовать в национальном эмигрантском движении албанцев.
В 1937 году вновь приехал в Албанию на празднование 20-летия независимости — в надежде получить правительственную пенсию, в чём ему было отказано. Когда весной 1939 года началась итальянская оккупация Албании, Асдрени сначала воспринял итальянский фашизм как союзную силу, но вскоре разочаровался в нём и в том же 1939 году вернулся в Румынию.
Умер в бедности 11 декабря 1947 года в Бухаресте, Королевство Румыния.

## Творчество
Писал на тоскском диалекте албанского языка. Его излюбленной поэтической формой был сонет.
Литературной деятельностью Асдрени начал заниматься в 1900 году. Первый сборник стихов «Лучи солнца» («Rréze dielli», 1904), включавший 99 сонетов, автор посвятил национальному герою Албании Скандербегу.
В 1912 году был напечатан второй сборник — «Мечты и слезы» («Ëndërra e lot», 1912), включавший так же 99 стихотворений. Он был посвящён британскому антропологу, албанисту Эдит Дарем. Оба сборника, изданные в Бухаресте, воспевали Албанию, её природу и народных героев.
В 1930 году вышел сборник стихов «Псалмы изгнанника» («Psalmе murgu»), где также преобладают патриотические мотивы, а в 1937 году — сборник «Колокол из Круи» («Kambana e Krujës»).
Асдрени — автор слов гимна Албании, впервые опубликованного как стихотворение «Гимн знамени» в сборнике «Свободу Албании» (Liri e Shqipërisë), в 1912 году в Софии.

## Избранные произведения
- Rreze dielli (1904)
- Ëndërra e lot (1912)
- Psallme murgu (1930)
- Kambana e Krujës (1937)